# Pasir Maju
Pasir Maju is een bestuurslaag in het regentschap Rokan Hulu van de provincie Riau, Indonesië. Pasir Maju telt 1041 inwoners (volkstelling 2010).